# Vérkhniaia Fiódorovka
Vérkhniaia Fiódorovka (en rus: Верхняя Фёдоровка) és un poble de l'óblast de Tomsk, a Rússia, que el 2010 tenia 107 habitants.
Fundada l'any 1907. El 1926, el poble de Fiodorovski constava de 83 llars, la població principal eren russos. El centre del consell del poble de Fiodorovski del districte de Molchanovsky del districte de Tomsk de la regió de Sibèria.